# Начарово
Нача́рово (рос. Начарово, башк. Нажар) — присілок у складі Балтачевського району Башкортостану, Росія. Входить до складу Нижньокаришевської сільської ради.
Населення — 268 осіб (2010; 357 у 2002).
Національний склад:
- башкири — 58 %
- татари — 38 %